# WXV
WXV (pronunciato double-u fifteen) è una competizione per squadre nazionali di rugby a 15 femminile organizzata da World Rugby.
Istituita nel 2023, si tiene a cadenza annuale tra 18 squadre ed è articolata su tre divisioni di merito, ciascuna delle quali vede impegnate 6 squadre.
Un sistema di qualificazione attraverso i propri tornei continentali determina la formazione della prima stagione del 2023, mentre quella delle successive è demandata al sistema di promozione e retrocessione tra i vari livelli nonché a play-out tra squadre non partecipanti e ultime classificate dei livelli più bassi.
Per l'edizione 2023 ogni divisione si tiene presso un Paese organizzatore che fa da ospite.

## Storia
L'espansione della Coppa del Mondo a 16 squadre dall'edizione 2025 decisa da World Rugby ha indotto alla ristrutturazione di tutto il calendario internazionale femminile.
Il 16 marzo 2021 World Rugby annunciò il lancio di WXV (acronimo di Women's XV e pronunciato in inglese Double-U Fifteen) al fine di garantire a tutte le nazionali in competizione una piattaforma tramite la quale disputare un'uguale quantità di incontri in vista delle grandi competizioni.
La prima edizione di tale torneo avrebbe dovuto tenersi a fine 2022, ma il posticipo di un anno della Coppa del Mondo 2021 in Nuova Zelanda ne rinviò agli ultimi mesi del 2023 l'inaugurazione.

## Formato
Al torneo partecipano 18 squadre ripartite su tre divisioni di merito.
Per le prime due edizioni (2023 e 2024) la ripartizione in divisioni è determinata dai piazzamenti delle squadre nei propri tornei continentali o regionali.
Ogni divisione è divisa in due gironi da tre squadre ciascuna; ogni squadra di un girone gioca con le tre dell'altro girone in gara di sola andata e la classifica è complessiva.
Tra seconda e terza divisione esiste meccanismo di promozione e retrocessione; la prima divisione è esentata da tale regola per le sue prime due stagioni.